# 말와의 군주 목록
다음은 말와의 군주 목록이다.

## 아울리카라 왕조 (350–545)

### 아울리카라 제1왕조
- 자야바르만
- 심하바르만
- 나라바르만
- 비슈바바르만
- 반두바르만

### 아울리카라 제2왕조
- 드루마바르다나
- 자야바르다나
- 아지타바르다나 또는 지타바르다나[a]
- 비비샤나바르다나
- 라지야바르다나
- 프라카샤바르다나[b]
- 아쇼다르만 (515–545)[c]
- 드라비야바르다나?

## 후굽타 왕조 (575–606)
- 마하세나굽타 (575–601)
- 데바굽타 (601–606)

## 파라마라 왕조 (800–1305)
- 파라마라
- 우펜드라 크리슈나라자
- 바이리심하 1세
- 시야카 1세
- 바크파티 1세
- 바이리심하 2세
- 시야카 2세 (940–972)
- 바크파티 2세 (972–990)
- 신두라자 (990–1010)
- 보자 (1010–1055)
- 자야심하 1세 (1055–1070)
- 우다야디티야 (1070–1086)
- 락슈마데바 (1086–1094)
- 나라바르만 (1094–1130)
- 야쇼바르만 (1133–1142)
- 자야바르만 1세 (1142–1143)
- 공위기 (1142-1143)
- 빈디야바르만 (1175–1194)
- 수바타바르만 (1194–1209)
- 아르주나바르만 1세 (1210–1215)
- 데바팔라 (1218–1239)
- 자이투기데바 (1239–1255)
- 자야바르만 2세 (1255–1274)
- 아르주나바르만 2세 (1274–1285)
- 보자 2세 (1285–1303)
- 마할라카데바 (1303–1305)

## 고르 왕조 (1401–1436)
1. 딜라와르 칸 (1401–1406)
2. 후삼웃딘 호샹 샤 (1406–1435)
3. 타즈웃딘 무함마드 샤 1세 (1435–1436)

## 할지 왕조 (1436–1531)
1. 알라웃딘 무함마드 샤 1세 (1436–1469)
2. 기야스웃딘 샤 (1469–1500)
3. 나시르웃딘 샤 (1500–1510)
4. 샤히브웃딘 무함마드 샤 2세 (1510–1531)
5. 콰디르 샤 (1540–1542)
6. 순자앗 칸 (셰르 샤 수리의 총독) (1542–1555)
7. 바즈 바하두르 (1555–1562)

### 인용주
1. ↑  K.V. Ramesh and S.P. Tiwari read the name as Ajita-vardhana. V.V. Mirashi reads it as Jita-vardhana. A.M. Shastri considers Ajita-vardhana as more likely to be correct.[1]
2. ↑  The Risthal inscription also calls Prakasha-dharman Bhagvat-prakasha, which V.V. Mirashi incorrectly believed to be the first ruler of the dynasty.[1]
3. ↑  The alternative name "Vishnu-vardhana" is absent in Yashodharman's own inscriptions. It is known only from an inscription of the family of his Rajasthaniya.[1]

### 참조주
1. 1 2 3  A.M. Shastri 1991, 56쪽.